# Bliestorf
Bliestorf là một đô thị thuộc huyện Lauenburg, trong bang Schleswig-Holstein, nước Đức. Đô thị Bliestorf có diện tích 10,35 km², dân số thời điểm 31 tháng 12 năm 2006 là 695 người.